# Rise Against
Rise Against är ett punkrock-/melodisk hardcore-band från Chicago bestående av Tim McIlrath, Joe Principe, Brandon Barnes och Zach Blair.

## Historia
Bandet bildades 1999, då under namnet Transistor Revolt, av resterna från 88 Fingers Louie och Baxter, två band som dog under slutet av 90-talet. De ursprungliga bandmedlemmarna var av Tim McIlrath (sång), Joe Principe (bas), Tony Tintari (trummor) samt Dan Precision (även känd som Mr. Precision) (gitarr). Denna sättning producerade år 2000 själva sin första demo, vilken även den gick under namnet Transistor Revolt. Tony Tintari blev ersatt av Brandon Barnes efter inspelningen av demon, men den gav dem ett kontrakt hos skivbolaget Fat Wreck Chords genom vilket de släppte sina två första riktiga album, The Unraveling (2001) och Revolutions Per Minute (2003), samtidigt som de bytte till sitt nuvarande bandnamn - Rise Against. 
Under 2001 försvann Mr. Precision från bandet och blev istället ersatt av Todd Mohney. Efter Revolutions Per Minute flyttade bandet till Dreamworks Records där de spelade in sitt tredje album - Siren Song of the Counter Culture. Dock snappades skivbolaget upp av Universal Music Group och Rise Against hamnade till slut under ett systerbolag vid namn Geffen Records där de slutligen kunde släppa Siren Song of the Counter Culture i augusti 2004, dock utan Todd Mohney som fick lämna till förmån för Chris Chasse. En nyproducerad upplaga av The Unraveling släpptes, genom Fat Wreck Chords, ett år senare. Deras fjärde album, The Sufferer and the Witness, släpptes den 4 juli 2006 och var det tionde mest sålda albumet enligt Billboard 200. Lagom till jul samma år, närmare bestämt den 5 december, släpptes en DVD som heter Generation Lost med live-material samt en dokumentär rörande bandet och dess medlemmar. Chris Chasse tog avsked på grund av den växande pressen och ett fullspäckat turnéschema och istället tog Zach Blair, tidigare medlem av Only Crime, hans plats i bandet. 
Den femte skivan heter Appeal To Reason och släpptes den sjunde oktober 2008. Den 14 september började, enligt gitarristen Zach Blair, Rise Against spela in sitt sjätte studioalbum, vilket släpptes i mars 2011. Albumet heter Endgame, och det började mixas i januari 2011.

### I Sverige
Den 18 augusti 2009 gjorde Rise Against sin första spelning i Sverige på Restaurang Trägår'n i Göteborg under festivalen Way Out West. De spelade den 30 oktober 2009 på Arenan/Fryshuset i Stockholm. 
Den 19 mars 2011 var Rise Against i Sverige för en konsert i Annexet i Stockholm. Den 17 juni året innan genomförde de en spelning på festivalen West Coast Riot i Frihamnen, Göteborg och dagen innan hade de en exklusiv klubbspelning på Sticky Fingers, även det i Göteborg.  De spelade på Peace & Love-festivalen den 27 juni 2012 i Borlänge. 
Den 27 juni 2015 spelade bandet på festivalen Bråvalla i Norrköping.
Rise Against har turnerat med The (International) Noise Conspiracy och gjort många konserter med AC4, från Sverige. När de uppträder med AC4 brukar de ofta gemensamt spela en låt av Minor Threat.

## Diskografi
- Transistor Revolt (demo) (2000)
- The Unraveling (2001, återsläppt 2005)
- Revolutions Per Minute (2003)
- Siren Song of the Counter Culture (2004)
- The Sufferer and the Witness (2006)
- This is Noise (EP, släppt i januari 2008)
- Appeal To Reason (2008)

- Endgame (2011)
- Rpm10 (2013)
- The Black Market (2014)
- Wolves (2017)
- The Ghost Note Symphonies, Vol.1 (2018)
- The Black Market (Expanded Edition) (2020)
- Nowhere Generation (2021)

### Singlar
Bandet har släppt totalt tolv singlar. De har haft måttliga framgångar på de amerikanska hitlistorna, som bäst en sjundeplats på Modern Rock Tracks-listan med "Prayer of the Refugee".
| År   | Titel                             | Album                             |
| 2003 | "Heaven Knows"                    | Revolutions Per Minute            |
| 2003 | "Like The Angel"                  | Revolutions Per Minute            |
| 2004 | "Give It All"                     | Siren Song of the Counter Culture |
| 2005 | "Swing Life Away"                 | Siren Song of the Counter Culture |
| 2005 | "Life Less Frightening"           | Siren Song of the Counter Culture |
| 2006 | "Ready to Fall"                   | The Sufferer and the Witness      |
| 2006 | "Prayer of the Refugee"           | The Sufferer and the Witness      |
| 2007 | "Behind Closed Doors"             | The Sufferer and the Witness      |
| 2007 | "The Good Left Undone"            | The Sufferer and the Witness      |
| 2009 | "Hero of War"                     | Appeal to Reason                  |
| 2011 | "Help is on the way"              | Endgame                           |
| 2011 | "Architects"                      | Endgame                           |
| 2014 | "I Don't Want to Be Here Anymore" | The Black Market                  |

### Bonusspår
- "Join the Ranks" (andra versionen) från Live Fat, Die Young-kompilationen (2001)
- "Generation Lost" från Uncontrollable Fatulence-kompilationen (2002)
- "Obstructed View" från Your Scene Sucks-kompilationen (2002) och den begränsade upplagan av Siren Song of the Counter Culture (2004)
- "Swing Life Away" (första versionen) från Punk Goes Acoustic-kompilationen (2003)
- "Gethsamane" från OIL Chicago Punk Refined-kompilationen (2003)
- "Give It All" (första versionen) från Rock Against Bush Vol.1-kompilationen (2004)
- "Fix Me" från den japanska versionen av Siren Song of the Counter Culture (2004) och Tony Hawk's American Wasteland OST (2005)
- "Nervous Breakdown" från Lords of Dogtown OST (2005)
- "Obstructed" (andra versionen) från Masters of Horror OST (2005)
- "Everchanging (akustisk version)" från Warped Tour 2006 Compilation
- "Built to Last" från vissa europeiska versioner av The Sufferer and the Witness (2006) och Our Impact Will Be Felt-kompilationen (2007)
- "Boy's No Good" från vissa europeiska versioner av The Sufferer and the Witness (2006)
- "But Tonight We Dance" från LP-versionen av The Sufferer and the Witness (2006)
- "Give It All" Need For Speed Underground Rivals OST

### Videografi
- "Heaven Knows" från Revolutions Per Minute (2003)
- "Give it All" från Siren Song of the Counter Culture (2004)
- "Swing Life Away" från Siren Song of the Counter Culture (2005)
- "Ready to Fall" från The Sufferer and the Witness (2006)
- "Prayer of the Refugee" från The Sufferer and the Witness (2006)
- "The Good Left Undone" från The Sufferer and the Witness (2006)
- "Generation Lost" (2006)
- "Re-education Through Labour" från Appeal to Reason (2009)
- "Hero of war" från Appeal to Reason (2009)
- "Savior" från Appeal to Reason (2009)
- "Audience of one" från Appeal to Reason (2009)
- "Help Is On The Way" från Endgame (2011)